# 보리스 존슨 정권
보리스 존슨 정권(Premiership of Boris Johnson)은 2019년 7월 24일 테리사 메이의 총리직과 보수당 대표직 사임에 따른 결과에 근거하여 정부를 수립하라는 엘리자베스 2세 여왕의 명을 보리스 존슨 대표가 수락하면서 공식적으로 시작되었다. 보리스 존슨은 2019년 7월 23일 치러진 보수당 대표 선거에서 당선되어 차기 총리직에 올랐다.

## 같이 보기
- 보리스 존슨
- 데이비드 캐머런 정권
- 테리사 메이 정권